# 荒野の侵略者
『荒野の侵略者』（The Intruders）は、1970年にアメリカ合衆国で公開されたテレビ映画。ユニバーサル・テレビジョンで放送された。監督はウィリアム・グレアム。ドン・マレーやアン・フランシス、エドモンド・オブライエンらが出演し、デビュー間もないハリソン・フォードも出演した。日本では劇場公開されず、1972年にNETテレビで初放送された。
制作や撮影自体は、1967年に『マデリアの死のダンス』（Death Dance at Madelia）のタイトルで行われていた。

## あらすじ
無法者ギャングのジェシー・ジェームスとボブ・ヤンガーがとある町へ乗り込んでくる。彼らを阻止できるかどうかは、銃の腕も度胸も失った地元の保安官に託されることとなった。

## キャスト
※括弧内は日本語吹き替え（テレビ版・初回放送1972年7月8日『土曜映画劇場』）
- サム・ギャリソン: ドン・マレー（羽佐間道夫）
- レオラ・ギャリソン: アン・フランシス
- ウィリアム・ボディーン大佐: エドモンド・オブライエン（木村幌）
- ビリー・パイ: ジョン・サクソン（内海賢二）
- コール・ヤンガー: ジーン・エヴァンス（英語版）
- エルトン・ディクストラ: エドワード・アンドリュース
- セロン・パルド: シェリー・ノバック（英語版）
- ホイット・ディクストラ: ハリー・ディーン・スタントン
- ジェシー・ジェームズ: スチュアート・マーゴリン（英語版）
- ボブ・ヤンガー: ザルマン・キング（英語版）
- ハロルド・ギルマン: フィリップ・アルフォード（英語版）
- カール: ハリソン・フォード
- アップルトン: ジョン・ホイト